# Thomas Hünig
Thomas Hünig (* 4. März 1950 in Marburg) ist ein deutscher Immunologe und Entwickler des Wirkstoffs TGN1412.

## Leben
Nach einem Studium der Biologie in Würzburg und Heidelberg und einem Aufenthalt am Massachusetts Institute of Technology wurde er 1984 in Würzburg habilitiert. Von 1985 bis 1990 war er am Genzentrum der Ludwig-Maximilians-Universität München und am Max-Planck-Institut für Biochemie tätig. Seit 1990 ist er Professor am Institut für Virologie und Immunbiologie der Universität Würzburg.
2000 gründete Hünig mit Thomas Hanke das Unternehmen TeGenero, um den von ihm entwickelten Wirkstoff TGN1412 zu vermarkten. Am 13. März 2006 kam es bei einer klinischen Studie mit sechs gesunden Probanden zu schwerwiegenden unerwünschten Ereignissen (SUE), in Form von schweren Entzündungsreaktionen und multiplem Organversagen. Das Unternehmen TeGenero meldete in der Folge die Insolvenz an.